# Ema Geron
Ema Geron (bulgarisch Ема (Амада) Йомтов Герон Ema (Amada) Jomtow Geron, hebräisch אמה גרון‎; * 13. Oktober 1920 in Sliven, Bulgarien; † 11. März 2011 in Jerusalem) war eine bulgarisch-israelische Sportpsychologin. Sie war eine Pionierin der angewandten Sportpsychologie und 1969 Gründungspräsidentin der europäischen Sportpsychologen (Fédération Européenne de Psychologie des Sports et des Activités Corporelles).

## Leben
Ema Geron war Turnerin. Als Jüdin überlebte sie den Holocaust, konnte aber erst nach der Befreiung Bulgariens durch die Rote Armee studieren. Nach ihrem Abschluss als Diplomsportlehrerin wurde Ema Geron 1948 Wissenschaftliche Assistentin und 1952 Oberassistentin an der Nationalen Sporthochschule in Sofia. Nach ihrer Promotion in Sportpsychologie an der Sporthochschule wurde sie 1954 zur Dozentin und 1967 zur Lehrstuhlinhaberin für Sportpsychologie befördert. 1957, 1961 und 1965 schrieb sie die ersten Sportpsychologielehrbücher für Sportstudierende. Sie gehörte damit im damaligen Ostblock zu den ersten Psychologen des Wettkampfsports. Sie richtete das erste Forschungslabor zur sportpsychologischen Forschung/Betreuung von Spitzensportlern ein.
1965 nahm sie am 1. Weltkongress für Sportpsychologie in Rom teil und übernahm die Organisation des 2. Kongresses in Warna. Hier entstand die Idee, eine europäische Organisation für Sportpsychologie (FEPSAC) zu gründen. 1969 wurde diese Fachvertretung in Vittel gegründet und Ema Geron zur Gründungsvorsitzenden gewählt.
1973 emigrierte Ema Geron über Deutschland nach Israel. Durch eine Unachtsamkeit der Behörden waren ihr Mann (in der Türkei) und sie (in Deutschland) im nicht-sozialistischen Ausland. Ihrem Sohn wurde es jedoch in der Folge ein Jahrzehnt lang verweigert, zu seinen Eltern auszureisen.
In Bulgarien wurde sie aus der Akademie ausgeschlossen und erst nach 1990 rehabilitiert. Da sie als Repräsentantin Bulgariens die Vorsitzende der FEPSAC geworden war, verlor sie dieses Amt, wurde dann jedoch vier Jahre später als persönliches Mitglied Vize-Präsidentin. Am Zinman-College in Netanja wurde Ema Geron nach Arbeit an einzelnen Forschungsprojekten Leiterin eines Forschungslabors für den Spitzensport (heute: Ribstein Center for Sports Medicine and Research) und Professorin für Sportpsychologie. Sie hat auf Bulgarisch, Russisch, Englisch, Deutsch und Hebräisch publiziert. Der WorldCat hat 49 Werke von ihr.

## Ehrungen
- 1978: Aufnahme in die US-amerikanische National Academy of Kinesiology (als Erste aus einem Land hinter dem Eisernen Vorhang)[4]
- 1993: Distinguished International Sport Psychologist Award durch die ISSP (Int. Sportpsychologen)
- Seit 2011 wird jährlich der Ema Geron Award für besondere Leistung in der Sportpsychologie durch die FAPSAC verliehen[5]